# Thomas-Mann-Gymnasium (Berlin)
Das Thomas-Mann-Gymnasium ist ein öffentliches Gymnasium mit Wirtschaftsprofil im Berliner Ortsteil Märkisches Viertel des Bezirks Reinickendorf. Es wurde 1969 als eine der ersten Gesamtschulen Berlins gegründet und 2010/11 in ein Gymnasium umgewandelt. Es trägt den Namen des deutschen Schriftstellers Thomas Mann.

## Geschichte
Das Thomas-Mann-Gymnasium wurde ursprünglich als Thomas-Mann-Oberschule gegründet. Über vier Jahrzehnte war die Schule eine der ersten Gesamtschulen Berlins, die eine gymnasiale Oberstufe beinhaltete. Im Schuljahr 2010/11 begann eine schrittweise Umwandlung in ein  Gymnasium, welche 2013 abgeschlossen wurde. Seitdem verfolgt die Schule ein gymnasiales Bildungskonzept mit verschiedenen Schwerpunkten. Diese Umstrukturierung markierte einen Wendepunkt in der Schulgeschichte und führte zur heutigen Form des Thomas-Mann-Gymnasiums. Trotz des veränderten Schulstatus blieb die Schule ihrem Anspruch treu, ein breites und qualitativ hochwertiges Bildungsangebot bereitzustellen.
Seit 2007 ist die Schule zertifiziert als Schule ohne Rassismus – Schule mit Courage.

## Gebäude
Die Errichtung des Schulgebäudes erfolgte zwischen 1968 und 1971 nach Plänen des Architekten Hasso Schreck. Dessen Entwurf, der insbesondere durch die prominente Verwendung von Sichtbeton charakterisiert ist, reflektiert die architektonischen Tendenzen der 1970er Jahre. Es handelt sich um einen mehrgeschossigen, terrassenförmig übereinander errichteten Bau.
Am östlichen Giebel des Schulhauses schließt sich ein Zwischenbau an, in dem  Schulpraktische Seminare durchgeführt werden. Des Weiteren ist das Schulgebäude mit dem Kulturzentrum Fontane-Haus architektonisch verbunden. Obwohl es sich um zwei eigenständige Gebäude handelt, bilden diese durch ihre gemeinsame architektonische Gestaltung eine Einheit. Abgesetzt vom Schulgebäude befindet sich der Sporthallenbau. Auf der westlichen Straßenseite, gegenüber der Schulbaufläche, liegt der großzügige Schulsportplatz.

## Lehrangebot
Das Gymnasium bietet ein breit gefächertes Bildungsangebot mit mehreren Wahlmöglichkeiten:
Fremdsprachen
Als Fremdsprachen werden Englisch, Französisch und Spanisch angeboten.
MINT-Fächer
- Ein besonderer Schwerpunkt des Gymnasiums liegt auf den MINT-Fächern (Mathematik, Informatik, Naturwissenschaften und Technik),
- Kooperation mit dem „Gläsernen Labor“ und anderen Forschungseinrichtungen sowie
- Informatik als Wahlfach ab Klasse 8.

Leistungskurse
- Bildende Kunst/Kunst, Biologie, Chemie, Deutsch, Englisch, Erdkunde, Mathematik, Physik, Politische Weltkunde, Wirtschaftswissenschaft/-lehre[1]

Sportangebot
- Seit 2022 gibt es eine Sport-Schwerpunktklasse (zusätzliche Sportstunden, Training mit Vereinstrainern) und
- Zusammenarbeit mit lokalen Sportvereinen wie dem TSV Wittenau.
- Freiwillige Sport-AGs am Nachmittag mit Sportarten wie z. B Tennis, Volleyball, Schwimmen, Bogenschießen und mehr

Künstlerische Fächer
- Theater-AG sowie -Kurse in der Oberstufe
- Musik- und Band-Projekte
- Kunstunterricht mit Kooperationen (z. B. mit dem Bode-Museum)

## Austauschprogramme
Das Thomas-Mann-Gymnasium nimmt am Erasmus+ Programm teil.